# Колле, Эдгар
Эдгар Колле (нидерл. Edgar Colle; 18 мая 1897, Гент — 20 апреля 1932, там же) — бельгийский шахматист, 6-кратный чемпион страны.
Лучшие результаты в международных турнирах: Схевенинген (1923) — 3-5-е; Париж (1924) — 3-е (впереди М. Эйве); Гастингс (1923/1924) — 3-4-е; Амстердам и Мерано (1926) — 1-е; Гастингс (1926/1927) — 2-е; Скарборо (1926 и 1927) — 1-2-е и 1-е; Ниндорф (1927) — 3-е; Гастингс (1928/1929) — 1-3-е (вместе с Ф. Маршаллом и Ш. Такачем); Барселона (1929) — 3-е; Скарборо (1930) — 1-е; Роттердам (1930) — 2-е места.
Участник ряда матчей: с М. Эйве (1924, 3 : 5, и 1928, 5½ : ½); Дж. Колтановским (1925; +4 −0 =3); А. Такельсом (1927; +4 −0 =2) и других.
Внёс вклад в шахматную теорию, в том числе в дебют ферзевых пешек и защиту Чигорина (см. система Колле). Шахматист острокомбинационного стиля.